# Cyphia sylvatica
Cyphia sylvatica är en klockväxtart som beskrevs av Christian Friedrich Frederik Ecklon och Carl Ludwig Philipp Zeyher. Cyphia sylvatica ingår i släktet Cyphia, och familjen klockväxter. Inga underarter finns listade i Catalogue of Life.